# Bellegarde (Loiret)
Bellegarde és un municipi francès, situat al departament del Loiret i a la regió de Centre – Vall del Loira. L'any 2007 tenia 1.678 habitants.

## Demografia

### Població
El 2007 la població de fet de Bellegarde era de 1.678 persones. Hi havia 709 famílies, de les quals 261 eren unipersonals (82 homes vivint sols i 179 dones vivint soles), 195 parelles sense fills, 183 parelles amb fills i 70 famílies monoparentals amb fills.
La població ha evolucionat segons el següent gràfic:
Habitants censats

### Habitatges
El 2007 hi havia 851 habitatges, 721 eren l'habitatge principal de la família, 44 eren segones residències i 86 estaven desocupats. 611 eren cases i 237 eren apartaments. Dels 721 habitatges principals, 316 estaven ocupats pels seus propietaris, 389 estaven llogats i ocupats pels llogaters i 16 estaven cedits a títol gratuït; 18 tenien una cambra, 97 en tenien dues, 194 en tenien tres, 214 en tenien quatre i 198 en tenien cinc o més. 467 habitatges disposaven pel capbaix d'una plaça de pàrquing. A 370 habitatges hi havia un automòbil i a 216 n'hi havia dos o més.

### Piràmide de població
La piràmide de població per edats i sexe el 2009 era:
| Homes | Edats   | Dones |
| ----- | ------- | ----- |
| 0     | 95 o +  | 12    |
| 4     | 90 a 94 | 16    |
| 33    | 85 a 89 | 46    |
| 10    | 80 a 84 | 1     |
| 32    | 75 a 79 | 31    |
| 22    | 70 a 74 | 71    |
| 78    | 65 a 69 | 44    |
| 38    | 60 a 64 | 38    |
| 39    | 55 a 59 | 30    |
| 31    | 50 a 54 | 46    |
| 45    | 45 a 49 | 48    |
| 48    | 40 a 44 | 53    |
| 54    | 35 a 39 | 50    |
| 58    | 30 a 34 | 24    |
| 71    | 25 a 29 | 86    |
| 53    | 20 a 24 | 53    |
| 59    | 15 a 19 | 33    |
| 53    | 10 a 14 | 40    |
| 58    | 5 a 9   | 41    |
| 46    | 0 a 4   | 26    |

## Economia
El 2007 la població en edat de treballar era de 964 persones, 727 eren actives i 237 eren inactives. De les 727 persones actives 645 estaven ocupades (356 homes i 289 dones) i 82 estaven aturades (36 homes i 46 dones). De les 237 persones inactives 74 estaven jubilades, 69 estaven estudiant i 94 estaven classificades com a «altres inactius».

### Ingressos
El 2009 a Bellegarde hi havia 734 unitats fiscals que integraven 1.613 persones, la mediana anual d'ingressos fiscals per persona era de 16.123 €.

### Activitats econòmiques
Dels 133 establiments que hi havia el 2007, 2 eren d'empreses extractives, 3 d'empreses alimentàries, 3 d'empreses de fabricació de material elèctric, 1 d'una empresa de fabricació d'elements pel transport, 7 d'empreses de fabricació d'altres productes industrials, 11 d'empreses de construcció, 41 d'empreses de comerç i reparació d'automòbils, 4 d'empreses de transport, 13 d'empreses d'hostatgeria i restauració, 2 d'empreses d'informació i comunicació, 4 d'empreses financeres, 3 d'empreses immobiliàries, 10 d'empreses de serveis, 16 d'entitats de l'administració pública i 13 d'empreses classificades com a «altres activitats de serveis».
Dels 36 establiments de servei als particulars que hi havia el 2009, 1 era una gendarmeria, 1 oficina de correu, 2 oficines bancàries, 1 funerària, 5 tallers de reparació d'automòbils i de material agrícola, 1 taller d'inspecció tècnica de vehicles, 1 autoescola, 3 paletes, 1 fusteria, 5 lampisteries, 1 electricista, 5 perruqueries, 7 restaurants, 1 agència immobiliària i 1 saló de bellesa.
Dels 15 establiments comercials que hi havia el 2009, 1 era un hipermercat, 1 una botiga de més de 120 m², 3 fleques, 3 carnisseries, 1 una peixateria, 1 una llibreria, 1 una botiga de mobles, 1 una perfumeria i 3 floristeries.
L'any 2000 a Bellegarde hi havia 8 explotacions agrícoles que ocupaven un total de 260 hectàrees.

## Equipaments sanitaris i escolars
El 2009 hi havia 1 farmàcia i 1 ambulància.
El 2009 hi havia 1 escola maternal integrada dins d'un grup escolar amb les comunes properes formant una escola dispersa i 1 escola elemental integrada dins d'un grup escolar amb les comunes properes formant una escola dispersa. Bellegarde disposava d'un col·legi d'educació secundària amb 431 alumnes.

## Poblacions més properes
El següent diagrama mostra les poblacions més properes.